# 河村洋
河村 洋（かわむら ひろし、1942年 - ）は日本の物理学・工学者。工学博士。
東京理科大学名誉教授、公立諏訪東京理科大学名誉教授。
専門分野は流体力学と伝熱学。

## 略歴
大阪市生まれ。京都府宇治市、鳥取県米子市、大阪府箕面市で育ち、大阪府立豊中高等学校を卒業。東京大学工学部原子力工学科を卒業(1965年)後、工学系大学院博士課程を修了（1970年）（工学博士）。その後日本原子力研究所を経て、1988年から東京理科大学理工学部機械工学科教授。2008年から諏訪東京理科大学・工学・マネジメント研究科長を経て2010年から同大学学長に就任し2期8年学長を務めた。その間、博士後期課程の設置、情報教育の強化などに努めると共に，地元長野県や茅野市をはじめとする諏訪圏域6市町村や地元企業との協議を重ねて、2018年から諏訪広域公立大学事務組合が設置する公立諏訪東京理科大学を発足させた。同大学の初代学長に就任し最初の一年間の立ち上げに当たった後、2019年3月に退任した。
また、1999年から日本機械学会熱工学部門長を、2004年から第47期日本伝熱学会会長を務めた  。
　国際宇宙ステーション(ISS)に搭載された日本実験棟「きぼう」における最初の科学実験の代表研究者として，JAXAと協力して実験の計画、準備をすすめ、2008年8月、「きぼう」における最初の科学実験を成功裏に開始したこれによって、日本マイクログラビティ応用学会からマイクログラビティ特別貢献賞を受賞している。
　乱流熱伝達の分野では，管内乱流熱伝達の直接数値シミュレーション（DNS）を行って結果をデーターベースとして公開し、標準的なデーターベースの一つとして研究者に広く利用されている。